# Lehtonen (ö i Kajanaland, Kehys-Kainuu)
Lehtonen är en ö i Finland. Den ligger i sjön Mikitänjärvi och i kommunen Hyrynsalmi i den ekonomiska regionen  Kehys-Kainuu  och landskapet Kajanaland, i den centrala delen av landet, 500 km norr om huvudstaden Helsingfors. Öns area är 1,9 hektar och dess största längd är 200 meter i öst-västlig riktning.